# Liste des sites Ramsar au Bénin
Cet article recense les zones humides du Bénin concernées par la convention de Ramsar.

## Statistiques
La convention de Ramsar est entrée en vigueur au Bénin le 24 mai 2000.
En janvier 2020, le pays compte quatre sites Ramsar, couvrant une superficie de 25 873,42 km2.

## Liste
| Site                                                          | Département                               | Notes | Date            | Superficie (km²) | Altitude (m) | Identifiant Ramsar | Identifiant WDPA | Coordonnées                      | Photo |
| ------------------------------------------------------------- | ----------------------------------------- | ----- | --------------- | ---------------- | ------------ | ------------------ | ---------------- | -------------------------------- | ----- |
| Basse vallée du Couffo, lagune côtiere, chenal Aho, lac Ahémé | Atlantique, Couffo, Mono, Zou             |       | 24 janvier 2000 | 5 242,89         | 0 - 208      | 1017               | 220056           | 6° 47′ 38″ nord, 1° 51′ 14″ est  |       |
| Basse Vallée de l'Ouémé, Lagune de Porto-Novo, Lac Nokoué     | Atlantique, Littoral, Ouémé, Plateau, Zou |       | 24 janvier 2000 | 6 527,60         | 4 - 135      | 1018               | 220055           | 6° 45′ 14″ nord, 2° 24′ 47″ est  |       |
| Site Ramsar du complexe W                                     | Alibori                                   |       | 2 février 2007  | 9 269,27         | 160 - 320    | 1668               | 903038           | 11° 41′ 13″ nord, 2° 41′ 17″ est |       |
| Zone humide de la rivière Pendjari                            | Atacora                                   |       | 2 février 2007  | 4 833,66         | 105 - 250    | 1669               | 903039           | 11° 08′ 42″ nord, 1° 33′ 18″ est |       |